# Socialism științific
Socialismul științific este o formă a teoriei lui Karl Marx, simplificată și în anumite privințe modificată de către Friedrich Engels, după moartea autorului, dându-i acesteia un caracter mai determinist și făcând-o mai rigidă decât a intenționat Marx. În această variantă, materialismul istoric al lui Marx a devenit o formă a materialismului filozofic. Aceste modificări ale teoriei lui Marx, care în opinia lui Engels aveau rolul de a o îmbunătăți, au produs teoria socialismului științific care a devenit la rândul lui baza ideologică a dezvoltărilor ulterioare ale materialismului dialectic în Uniunea Sovietică.

## Baza științifică și teoretică a socialismului
Conceptul de socialism științific a început să se formeze înainte de apariția marxismului. De exemplu, Fourier, argumentând cu Saint-Simonism, a numit sistemul predecesorului său utopic, încercând să se opună "științei sociale" ale lui.
Fondatorii socialismului științific sunt Karl Marx și Friedrich Engels. În opinia lor, privind noua structură a societății, care au fost exprimate înaintea lor, au fost neștiințifice. Aceste păreri neștiințifice au reflectat contradicțiile ordinii sociale, dar nu au dezvăluit esența legilor materiale și naturale ale dezvoltării.
Socialismul științific este un termen folosit în 1840 de Pierre-Joseph Proudhon în lucrarea „Ce este proprietatea?”, referindu-se la o societate condusă de un guvern științific, adică cel al cărui suveranitate se bazează pe rațiune, mai degrabă decât pe o pură voință: 
Astfel, într-o anumită societate, autoritatea unui om asupra altuia este invers proporțională cu nivelul dezvoltării intelectuale pe care societatea l-a atins; durata probabilă a acestei autorități poate fi calculată pornind de la dorința mai mult sau mai puțin generală pentru un adevărat guvern - adică pentru un guvern științific.

## Metodologie
Socialismul științific se referă la o metodă de înțelegere și prezicere a fenomenelor sociale, economice și materiale prin examinarea tendințelor lor istorice, prin utilizarea metodei științifice pentru a obține rezultate și evoluții. Este în contrast cu ceea ce socialiștii mai târziu au numit socialism utopic - metodă bazată pe stabilirea unor propuneri aparent raționale pentru organizarea societății și convingerea celorlalți despre raționalitate. De asemenea,  este în contrast cu noțiunile liberalismului clasic ale dreptului natural, care se bazează mai degrabă pe noțiunile metafizice de moralitate decât pe o concepție materialistă. 
Socialiștii privesc evoluțiile sociale și politice ca fiind determinate în mare măsură de condițiile economice, spre deosebire de ideile în contrast cu socialiștii utopi și liberalii clasici, crezând astfel ca relațiile sociale și noțiunile de moralitate sunt bazate pe context relativ la stadiul lor specific de dezvoltare economică. Prin urmare, ca sisteme economice, atât socialismul, cât și capitalismul nu sunt construcții sociale care pot fi stabilite în orice moment bazate pe voința și dorințele subiective ale populației, ci sunt produse de evoluție socială. Un exemplu în acest sens a fost apariția agriculturii care a permis comunităților umane să producă un excedent - această schimbare în dezvoltarea materială și economică a dus la o schimbare a relațiilor sociale și a transformat vechea formă de organizare socială bazată pe supraviețuirea subzistenței și o piedică în progresul material. Modificarea condițiilor economice a impus o schimbare în organizarea socială.

## Critici
În cartea sa "Societatea deschisă și dușmanii săi", filozoful științei Karl Popper a caracterizat socialismul științific drept o pseudosciență. El susține că metoda sa este ceea ce el numește "istoricism", și anume metoda de analiză a tendințelor istorice și de derivare a legilor universale de la acestea. El critică această abordare ca neștiințifică, deoarece pretențiile acesteia nu pot fi testate și, în special, nu sunt supuse unei dispariții.